# Liste der Bodendenkmäler in Speinshart
Auf dieser Seite sind die Bodendenkmäler in der Oberpfälzer Gemeinde Speinshart zusammengestellt. Diese Tabelle ist eine Teilliste der Liste der Bodendenkmäler in Bayern. Grundlage ist die Bayerische Denkmalliste, die auf Basis des Bayerischen Denkmalschutzgesetzes vom 1. Oktober 1973 erstmals erstellt wurde und seither durch das Bayerische Landesamt für Denkmalpflege geführt wird. Die folgenden Angaben ersetzen nicht die rechtsverbindliche Auskunft der Denkmalschutzbehörde.

## Bodendenkmäler der Gemeinde Speinshart

### Bodendenkmäler in der Gemarkung Preißach
| Lage                | Objekt                                                                      | Akten-Nr.     | Bild |
| ------------------- | --------------------------------------------------------------------------- | ------------- | ---- |
| Preißach (Standort) | Verebneter Abschnitt der Kurbayerischen Landesdefensionslinien (1702/1703). | D-3-6137-0074 |      |

### Bodendenkmäler in der Gemarkung Seitenthal
| Lage                  | Objekt | Akten-Nr.     | Bild |
| --------------------- | --- | ------------- | ---- |
| Seitenthal (Standort) | Bestattungsplatz des Frühmittelalters, archäologische Befunde des Mittelalters und der frühen Neuzeit im Bereich der Wallfahrtskirche St. Barbara in Barbaraberg, darunter die Spuren von Vorgängerbauten bzw. älterer Bauphasen. Siehe auch: St. Barbara (Barbaraberg) | D-3-6237-0018 |      |
| Seitenthal (Standort) | Siedlung vor- und frühgeschichtlicher Zeitstellung oder des Mittelalters. | D-3-6237-0020 |      |

### Bodendenkmäler in der Gemarkung Speinshart
| Lage                  | Objekt | Akten-Nr.     | Bild |
| --------------------- | --- | ------------- | ---- |
| Speinshart (Standort) | Redoute der Kurbayerischen Landesdefensionslinie (1702/03). | D-3-6236-0010 |      |
| Speinshart (Standort) | Archäologische Befunde im Bereich des Klosterortes Speinshart, darunter die mittelalterlichen Vorgängerbauten der barocken Klosteranlage und ein hochmittelalterlicher Adelssitz. Siehe auch: Kloster Speinshart | D-3-6236-0011 |      |

### Bodendenkmäler in der Gemarkung Tremmersdorf
| Lage                    | Objekt | Akten-Nr.     | Bild |
| ----------------------- | --- | ------------- | ---- |
| Tremmersdorf (Standort) | Endpaläolithische/mesolithische Freilandstation. | D-3-6236-0012 |      |
| Tremmersdorf (Standort) | Archäologische Befunde und Funde im Bereich der Katholischen Kirche St. Peter und Paul in Tremmersdorf, darunter die Spuren von Vorgängerbauten bzw. älteren Bauphasen. Siehe auch: St. Peter und Paul (Tremmersdorf) | D-3-6236-0070 |      |